# Gab Smulders
Gabriël (Gab) Romualdus Maria Smulders (Utrecht, le 7 février 1931 - Nimègue, le 16 avril 2014) était un artiste peintre néerlandais. Ses œuvres se trouvent au Musée impérial de la Guerre au Royaume-Uni et dans le Musée biblique à Amsterdam. Une partie substantielle de ses travaux ont été créés en France et surtout en Normandie.

## Vie et formation

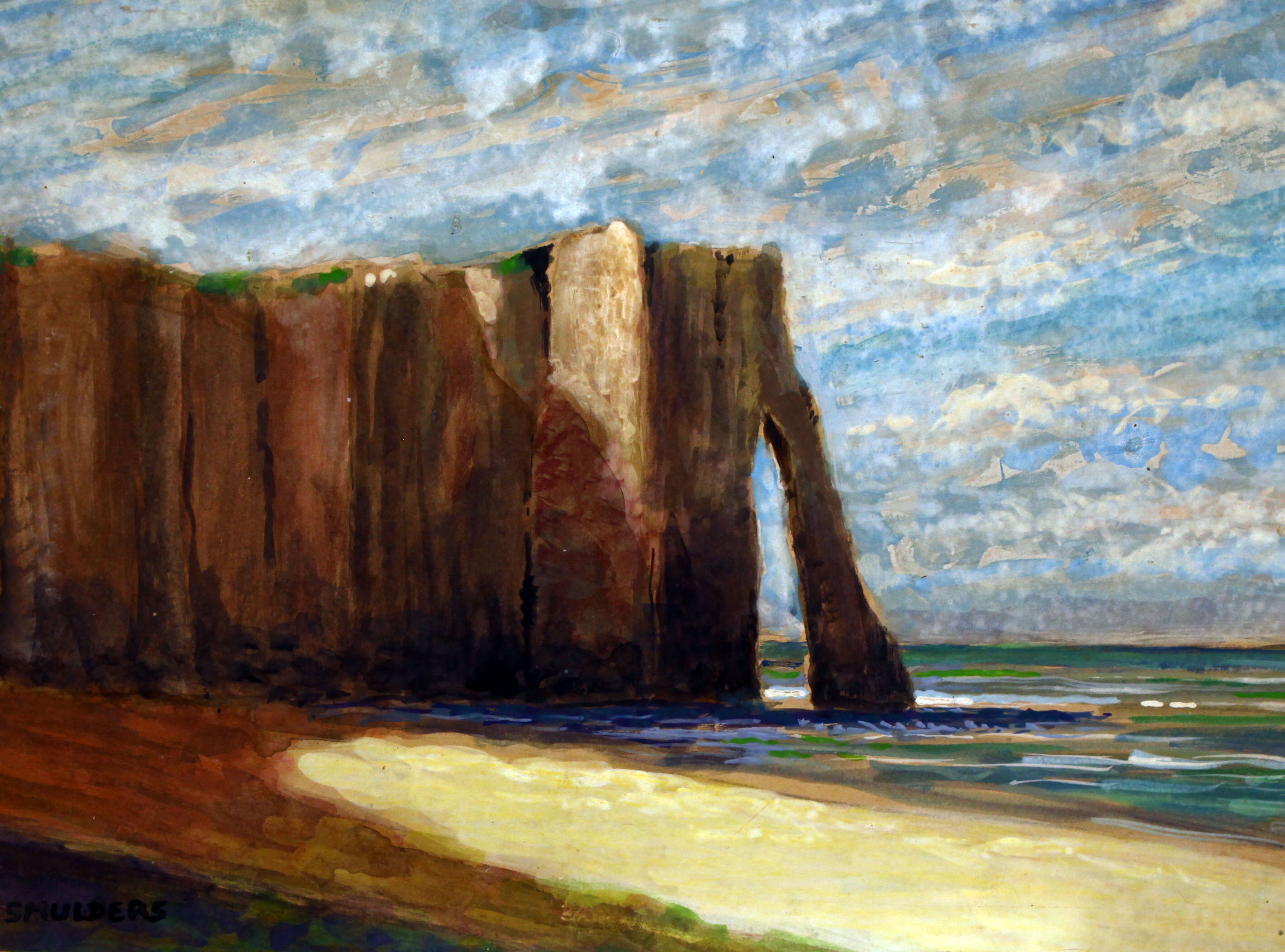
Etretat par G.Smulders

En 1931, Gab Smulders naquit à Utrecht, aux Pays-Bas dans une famille aisée. Son père et son grand-père dirigeaient une usine de machinerie, du côté de sa mère, on exploitait des plantations de quinine dans les indes néerlandaises. Pendant la deuxième guerre mondiale, Smulders déménagea d'Utrecht à Nimègue. La guerre perturba ses années de scolarité et il s'inscrivit pour une formation d'orfèvre. Puis, il obtint une agrégation d'arts plastiques. Peu après, il fut admis à l'académie des beaux-arts d'Arnhem, où il se spécialisa sur l'art monumental et sur la verrerie. Gab Smulders habitait à Nimègue aux Pays-Bas, où il travaillait comme artiste dessinateur à l'Université Radboud de Nimègue.

## Œuvre

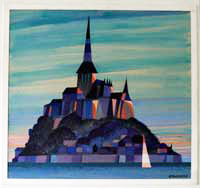
Mont Saint Michel par Gab Smulders

Au début de sa carrière, Gab Smulders produit surtout de la verrerie, mais son œuvre comporte également des travaux en céramique, des aquarelles, des dioramas et des maquettes ainsi que des peintures à l'huile. Smulders maîtrisait un grand nombre de formes et techniques.  Il est difficile de caractériser un seul genre comme typique de son œuvre. Comme les constata le directeur du château Hoensbroek, où une de ses plus grandes expositions eut lieu en 1982: "...Confronté pour la première fois à l'œuvre de Gab Smulders, on ne peut s'imaginer que tout ce travail, toute cette diversité, puisse être fait par une seule personne..."
Pourtant, ses œuvres sont bien reconnaissables comme de sa main. Pendant toute sa carrière, quelques sujets, quelques genres réapparaissent fréquemment. Les sujets historiques, surtout des scènes de la seconde guerre mondiale et les nues, vues de dos sont des thèmes qui resurgissent assez souvent. Les peintures à l'huile montrent des paysages en Normandie, comme le Mont St.-Michel et des falaises. Dans la plupart de ses portraits, une femme figure aux yeux vifs et profonds. Éduqué dans la tradition hollandaise de paysage, Smulders montre souvent des horizons bas dans la composition, donnant une place proéminente aux nuages. En fait, un critique d'art postule que ses cieux nuageux forment le sommet de son œuvre. Ainsi, la côte Normande figure d'une façon proéminente dans ses paysages. 
Donnant preuve de la diversité mentionnée ci-haut, Smulders a conçu des habits sacerdotaux pour la maison Stadelmaier. Le Ballet National des Pays-Bas et le fonds national pour l'éducation supérieur ont commandé des tapisseries de sa main. La signature de toutes ses œuvres varie entre "G. Smulders", "Gab Smulders" et "Smulders" tout court.
Smulders entretint des relations amicales avec d'autres artistes. Selon le service national des arts aux PaysBas  il participa dans le Gemeenschap Beeldende Kunstenaars, un cercle d'artistes plasticiens, où il fit la connaissance de  Klaas Gubbels. Ce dernier fit aussi son portrait.

## Illustrateur
Au moins jusqu'en 1965, Gab Smulders fut illustrateur auprès du journal universitaire de l'université de Nimègue. En plus, il a fourni des illustrations pour le magazine estudiantin Propria Cures à Amsterdam, un magazine qui connaît une certaine notoriété aux Pays-Bas. Ensuite, il était l'illustrateur principal du périodique de Koepel pendant de longues années.

## Musées
Les œuvres de Gab Smulders sont représentés dans de divers collections d'art et dans des musées internationaux. 
Le Musée impérial de la Guerre montre un  tableau à l'huile d'un bombardier Avro Lancaster à Duxford, Royaume-Uni. Dans la collection d'art des chemins de fer néerlandaises, les Nederlandse Spoorwegen, il y a trois bronzes de sa main. Le Musée biblique d'Amsterdam montre deux maquettes de l'Église Moïse-et-Aaron dans cette ville et de la Synagogue portugaise d'Amsterdam. Pour le Musée National de la Libération aux Pays-Bas, il a fait de nombreux dioramas et une bronze d'un parachutiste commémorant l'opération Market Garden. D'autres œuvres de Smulders se retrouvent dans le Musée Airborne Hartenstein. Le musée De Casteelse Poort à Wageningue montre un diorama d'un camp de concentration Japonaise aux Indes Néerlandaises.

## Expositions
- Galérie d'art "de jacobitoren" à Utrecht en 1962[14].
- Laboratoire Botanique à Nimègue en 1965[15]
- Galérie "het Besiendershuis" à Nimègue en 1972[16]
- Château Nemerlaar à Haaren, Brabant septentrional, en 1984[17]
- Mairie de Nimègue en 1984[18]
- Musée biblique à Amsterdam 1986[19]
- Musée biblique à Amsterdam 1995[20]
- Galérie Fondation Jacques van Mourik à Mook (Pays-Bas) 2010[21]
- Exposition de vente à Nimègue 2015[22]